# SN 2004gn
SN 2004gn – supernowa typu Ic odkryta 1 grudnia 2004 roku w galaktyce NGC 4527. W momencie odkrycia miała maksymalną jasność 16,60m.